# L.H.O.O.Q.
L.H.O.O.Q. es una obra de arte de Marcel Duchamp realizada en 1919. Es uno de los ready-mades de Duchamp. Los ready-mades son objetos que han sido producidos en serie, normalmente destinados a un uso utilitario y ajenos al arte que se transforman en obras de arte por el mero hecho de que el artista los elija y les cambie el nombre, los firme o simplemente los presente a una exposición artística. En L.H.O.O.Q. el objeto es una tarjeta postal barata con una reproducción de la conocida obra de Leonardo da Vinci, la Mona Lisa, a la que Duchamp dibujó un bigote y una perilla con lápiz y le puso un título.
El nombre de la obra, L.H.O.O.Q. es del francés y significa «Elle a chaud au cul», traducido literalmente «Ella tiene el culo caliente», que podría traducirse como «Ella está excitada sexualmente».
Duchamp realizó varias copias de L.H.O.O.Q. de diferentes tamaños y soportes. Una de ellas, es una reproducción en blanco y negro de la Mona Lisa sin bigote ni perilla que llamó L.H.O.O.Q. Afeitada.

## Versiones
- 1919 - Colección privada, París, prestada al Musée National d'Art Moderne, Centro Georges Pompidou, París.
- 1920 - Localización desconocida.
- 1930 - Réplica de gran tamaño, París
- 1940 - Reproducción en color del original. Fue robada en 1981 y no se ha recuperado.
- 1958 - Colección de Antoni Tapies, Barcelona.
- 1960 - Óleo sobre madera. Colección de Dorothea Tanning, Nueva York.
- 1964 - Se realizaron treinta y ocho réplicas para una edición limitada de Marcel Duchamp, propos et souvenirs de Pierre de Massot. Colección de Arturo Schwarz, Milán.
- 1965 - L.H.O.O.Q. Afeitada es una reproducción de la Mona Lisa en papel. La pintura no ha sido retocada excepto por la presencia de la inscripción LHOOQ rasée.